# 塞雷丁齊 (特諾皮爾州)
49°39′6″N 25°25′55″E / 49.65167°N 25.43194°E
塞雷丁齊（羅馬化：Seredyntsi）是烏克蘭的村落，位於該國西部捷爾諾波爾州，由捷尔诺波尔区負責管轄，始建於1802年，面積1.03平方公里，海拔高度339米，2001年人口237，人口密度每平方公里230.5人。